# La Joyeuse Compagnie (van Honthorst)
Pour les articles homonymes, voir La Joyeuse Compagnie.
La Joyeuse Compagnie est une peinture à l'huile sur toile réalisée en 1622 par l'artiste néerlandais du Siècle d'or Gerrit van Honthorst. Il est également connu sous le nom de Le Fils Prodigue, Le Retour ou Fête Célébratoire. L'œuvre est conservée à l'Alte Pinakothek de Munich. La joyeuse compagnie, représentant un groupe de buveurs, était un sujet-type courant dans la peinture hollandaise de l'âge d'or[réf. incomplète].

## Histoire et description
Le 26 juillet 1620, le retour du peintre à Utrecht après une dizaine d'années en Italie fut célébré dans la taverne d'Utrecht Het Poortgen lors d'une fête de bienvenue à laquelle participèrent des marchands, des peintres et des graveurs sur cuivre. L'affaire a été largement relatée dans le journal de l'avocat, archéologue et marchand d'art Aernout van Buchel. Le tableau peut représenter le rassemblement et la figure centrale en chemise bleue peut être un autoportrait. En octobre de la même année, Van Honthorst épousa la fille du propriétaire de la taverne, sa cousine éloignée Sophia Coopman, qui était peut-être aussi présente à la fête de bienvenue. Le clair-obscur de l'œuvre montre à quel point il avait été influencé par Le Caravage lors de son séjour à l'étranger.
Le tableau a probablement été acquis par Philippe-Guillaume, électeur palatin vers 1640 et il était certainement en sa possession au XVIIe siècle. Dans un inventaire de sa succession de 1716, l'œuvre était intitulée Le Fils prodigue, tenté par la boisson et la tendresse dans un bordel, bien qu'il soit peu probable que ce soit le titre original de l'œuvre puisque rien dans celle-ci ne fait directement référence à cette parabole du Nouveau Testament. Alors que l'artiste ne semble pas mettre en garde contre les conséquences du vin, des femmes et des comportements immoraux, la bougie vacillante tenue par une vieille femme symbolise l'Amour, la Vanité et la nature transitoire de la Beauté. La vieille femme elle-même contraste avec les trois belles jeunes femmes, faisant du passage de la vie le thème principal de l'œuvre.